# Matsumae, Hokkaidō
Matsumae (松前町 Matsumae-chō) là thị trấn thuộc huyện Matsumae, phó tỉnh Oshima, Hokkaidō, Nhật Bản. Tính đến ngày 1 tháng 10 năm 2020, dân số ước tính thị trấn là 6.260 người và mật độ dân số là 21 người/km2. Tổng diện tích thị trấn là 293,11 km2.